# Grange (Merseyside)
Grange – wieś w Anglii, w hrabstwie ceremonialnym Merseyside, w dystrykcie metropolitalnym Wirral. Leży 13 km na zachód od centrum Liverpool i 293 km na północny zachód od Londynu.